# TOKI (Turquie)
L'Administration du développement du logement social, couramment TOKI de l'acronyme turc Toplu Konut İdaresi Başkanlığı est une entreprise publique du gouvernement de la République de Turquie chargée de la construction de logements sociaux afin de lutter contre la crise du logement, la prolifération de gecekondu et devenir acteur du renouvellement urbain en Turquie,.
En 2003, l'entreprise voit son champs d'action élargi après une directive de Recep Tayyip Erdoğan.
Il est présidé par Ömer Bulut et sous la direction du ministère de l'Environnement et de l'Urbanisme.

## Histoire
C'est le tremblement de terre de 1924 à Pasinler, Erzurum, qui pousse les autorités turques, sous la présidence d'Atatürk, la création de la Banque de l'Immobilier et des droits des Orphelins, en turc Emlak ve Eytam Bankası, pour soutenir l'État dans le domaine de la construction.
En 1930, la Loi sur les municipalités dispose que les constructions futures soient saines et sûre. La municipalité d'Ankara crée la Coopérative de construction de logements Bahçelievler, Bahçelievler Konut Yapı Kooperatifi, pour les fonctionnaires.
Le séisme de 1939 à Erzincan interroge l'administration turque sur l'importance du problème de logement et pousse ce dernier, en 1940, à la construction des premiers grands ensembles à Ankara, dessiné par l'architecte allemand Paul Bonatz,et inauguré en 1944 par le premier ministre turc Şükrü Saraçoğlu. Il portera le nom de Saraçoğlu Mahallesi.
En 1980, le problème des gecekondu est au cœur des débats de la société turque.
L'Administration du développement du logement social est officiellement créée en 1984 sur les instructions de Turgut Özal.
Le premier ministre turc Recep Tayyip Erdoğan donne une importante directive publiée sur le journal officiel le 7 août 2003, permettant à l'entreprise d'être propriétaire des terrains appartenant à l'État turc, gratuitement et sur une simple demande. Mais aussi de donner des crédits hypothécaires et de faciliter les échanges entre les municipalités et TOKI,.
Étant sous le ministère des Travaux publics et du Logement, Bayındırlık ve İskan Bakanlığı, TOKI passe le 9 juillet 2018 sous la direction du ministère de l'Environnement et de l'Urbanisme.
L'entreprise construit, en 2014, un mur entre la frontière turco-syrienne et des cités-conteneurs pour les réfugiés syriens.
Le 7 juillet 2021, le président turc Recep Tayyip Erdoğan inaugure la millionième habitation construite par TOKI clamant ainsi avoir logé plus de 5 millions de personnes en Turquie.